# Токрау
Токрау (на казахски: Тоқырау; на руски: Токрау) е река Казахстан (източната част на Карагандинска област), губеща се в пясъците северно от езерото Балхаш. Дължина 298 km. Площ на водосборния басейн 21 100 km².
Река Токрау се образува от сливането на реките Егизкойтас (лява съставяща) и Нурланаща (дясна съставяща), водещи началото си от южните склонове на планинския масив Къзълтас (южната част на Казахската хълмиста земя), на около 900 m н.в. Тече предимно в южна посока през южните части на Казахската хълмиста земя, а с долното си течение през северната част на Балхаш-Алаколската котловина. По време на пролетното пълноводие водите ѝ се губят в пясъците, на 28 km северно от езерото Балхаш, на около 374 m н.в., а през останалото време от годината пресъхва в долното си течение след устието на левия си приток Жинишке. Основни притоци: леви – Карамендъ, Касабай, Каратал, Жинишке; десни – Жилаш, Жиланъшкеске. Има предимно снежно подхранване, с ясно изразено пролетно пълноводие, когато преминава над 90% от годишния отток. През лятото в долното течение пресъхва. Среден годишен отток, на 134 km от устието 1,56 m³/sec. По течението ѝ са разположени няколко малки населени места, в т.ч. районния център село Актогай.